# Jezioro Chełmżyńskie
Jezioro Chełmżyńskie – polodowcowe jezioro rynnowe w Polsce, położone w województwie kujawsko-pomorskim, w powiecie toruńskim, w granicach administracyjnych Chełmży i gminy wiejskiej Chełmża. 

## Charakterystyka
Jezioro położone jest na Pojezierzu Chełmińskim, w dorzeczu rzeki Fryby. 
Zbiornik jest połączony z przyległym jeziorem Grzywnieńskim. Pomiędzy nimi (na wcinającym się w akwen jeziora wzgórzu) jest położona miejscowość Strużal. Jezioro zajmowało niegdyś większy obszar, oblewając swoimi wodami wzgórze, na którym dzisiaj stoi kościół św. Mikołaja w Chełmży.
Brzegi jeziora są w znacznej części odkryte – nie są zalesione. Położone w głębi lądu jezioro jedynie wiosną i jesienią narażone jest na wiatr i oddziaływanie nieco większej niż 0,5 m fali. Latem nieraz całymi tygodniami dni są bezwietrzne, co utrudnia uprawianie żeglarstwa.

## Wymiary
Długość: ok. 6,1 km
Szerokość: 200–550 m
Powierzchnia: 2,71 km². 

## Sport i rekreacja

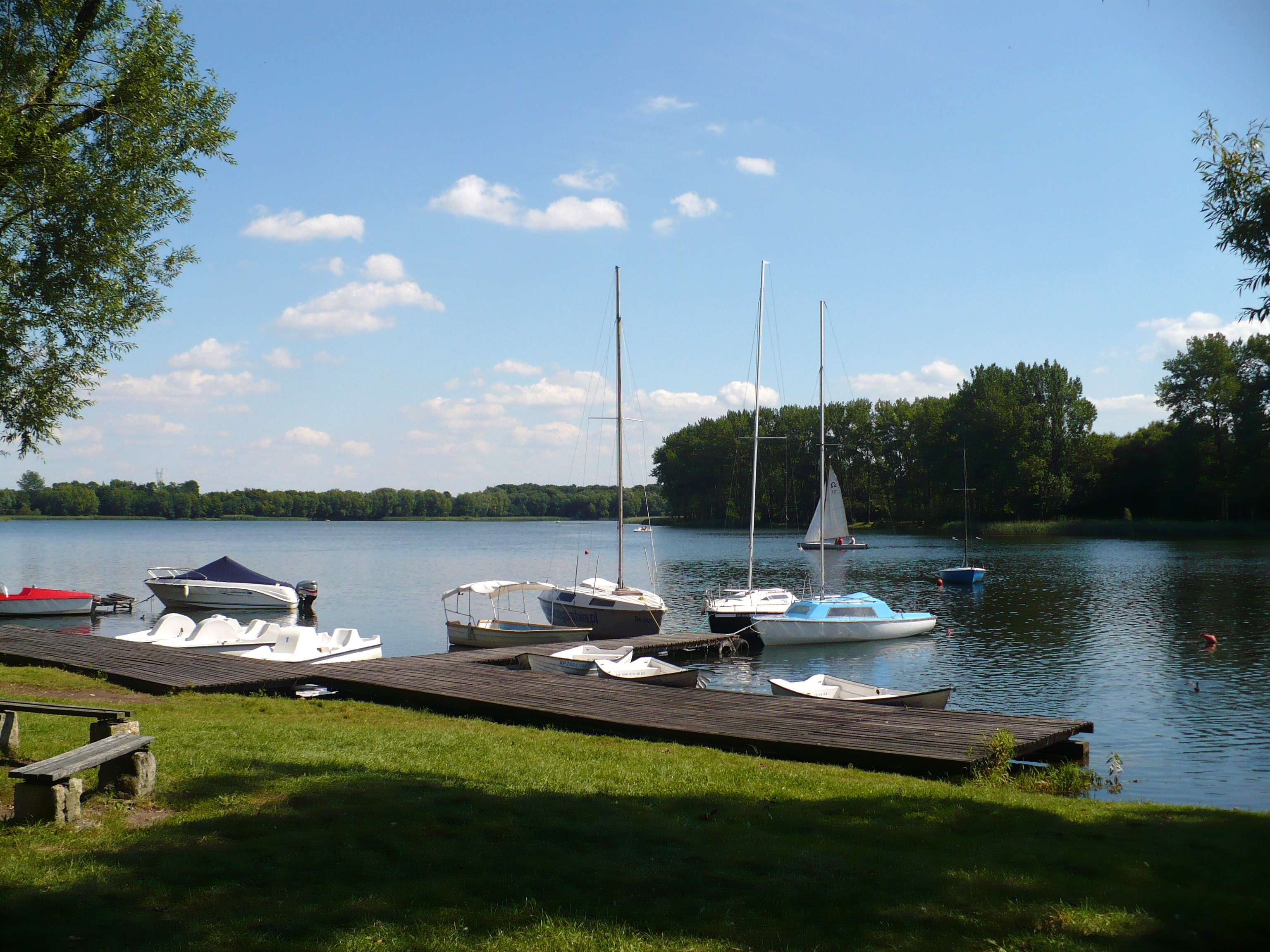
Na Przystani Tumskiej

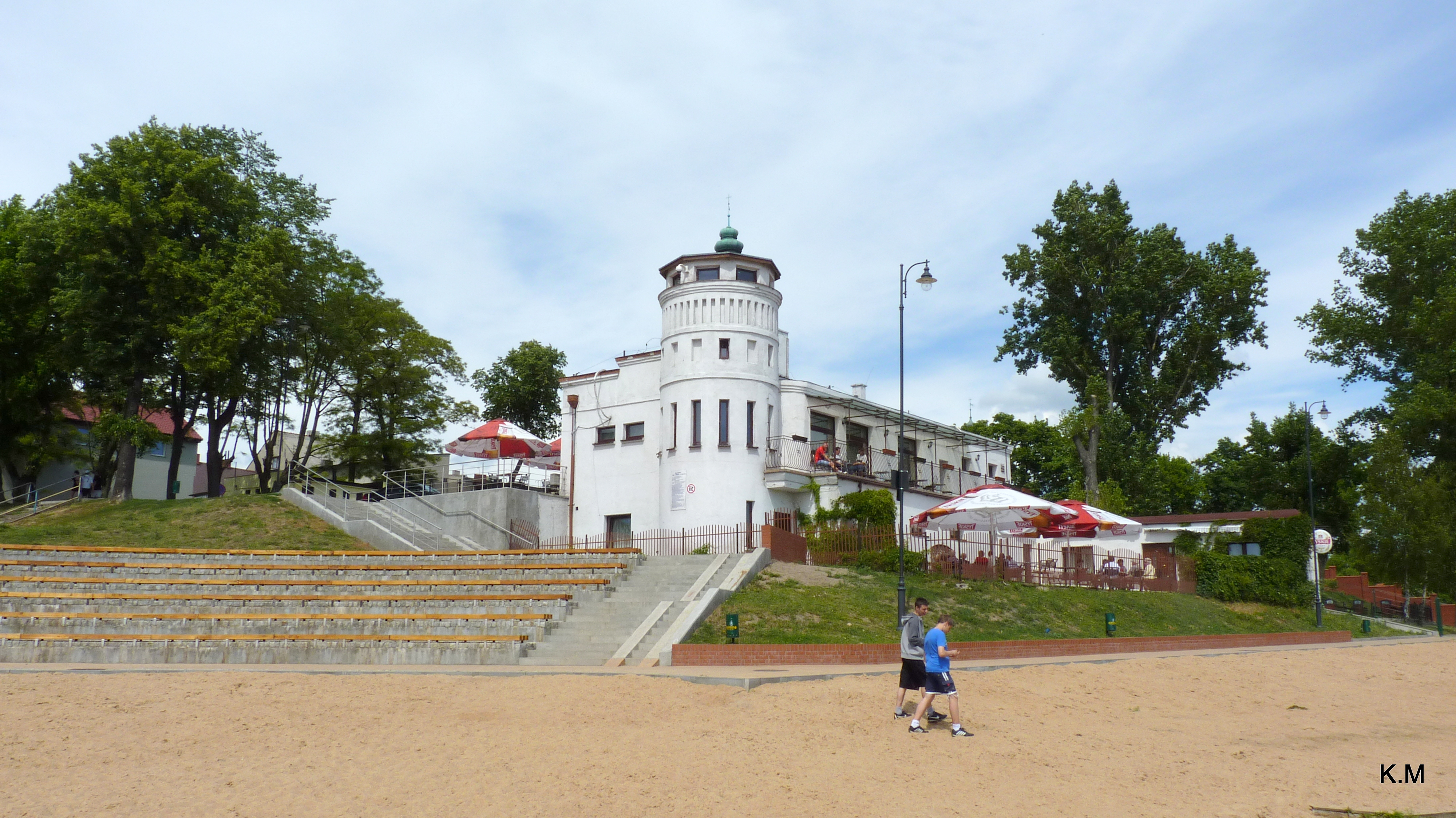
Plaża w Chełmży

Jezioro trzeciej klasy czystości wód ma znaczenie turystyczne oraz jako całoroczne łowisko wędkarskie głównie dla mieszkańców najbliższej okolicy. Spośród ryb występują w nim sandacz, szczupak, okoń, leszcz, płoć, karp, tołpyga oraz troć jeziorowa.
Nad Jeziorem Chełmżyńskim działają dwa kluby sportowe – Chełmżyńskie Towarzystwo Wioślarskie (wcześniej KS Legia Chełmża z sekcją wioślarską) oraz KST Włókniarz Chełmża z sekcjami kajakarską i żeglarską.
Wypożyczalnia sprzętu pływającego znajduje się na brzegu jeziora na wysokości konkatedry.
We wschodniej części, w miejscowości Zalesie, znajduje się gminna plaża, boiska sportowe, parking, 2 pola namiotowe oraz prywatne domki letniskowe. Istnieje możliwość wypożyczenia sprzętu pływającego. Na południowym brzegu jeziora położona jest miejscowość Mirakowo z licznymi domkami letniskowymi. Znajduje się tam również gospodarstwo agroturystyczne z bezpośrednim dostępem do jeziora, własnym pomostem, plażą i sprzętem pływającym.

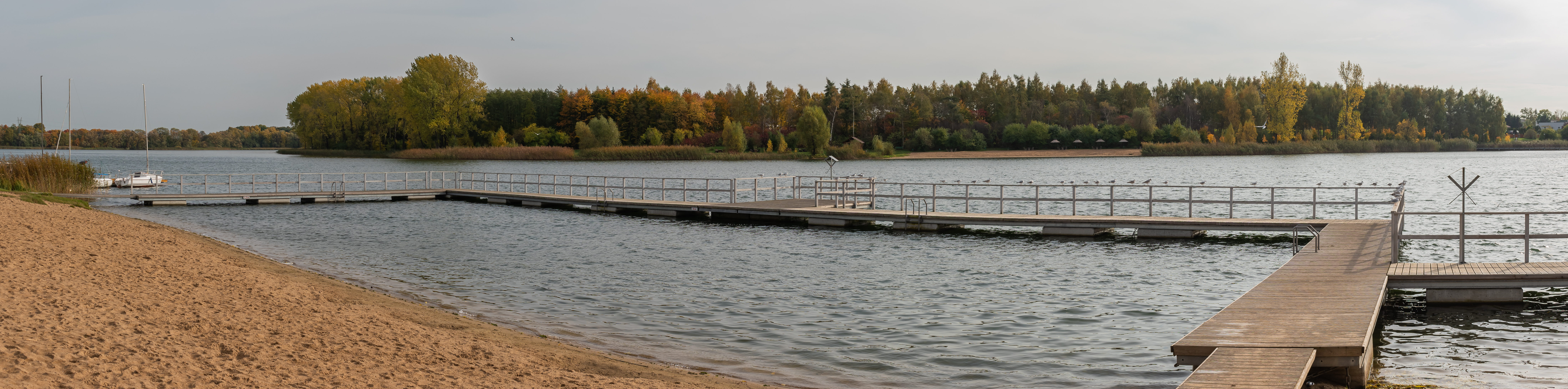
Jezioro Chełmżyńskie